# Заренок, Николай Николаевич
Заренок, Николай Николаевич (бел. Заранок Мікалай Мікалаевіч; 17 июня 1944, д. Глинная Слобода, Речицкого района, Гомельской области — 28 апреля 1999, Минск) — белорусский философ, кандидат философских наук, профессор, ректор Белорусский государственный университет культуры и искусств в 1988—1992 годах.
Отец Заренок Николай Павлович погиб 25 июня 1944 года во Второй мировой войне. Мать Забродская Нина Ивановна была учительницей. Воспитала троих сыновей Виктора, Николая и Павла.
Николай Николаевич закончил Белорусский государственный университет им. В. И. Ленина (исторический факультет, 1967), Институт философии и права АН БССР (аспирантура, специальность «Диалектический и исторический материализм», 1973).
С августа 1967 года занимал должность директора Зеленочской базовой школы.
В 1975 году защитил диссертацию на соискание учёной степени кандидата философских наук по теме: «В. И. Ленин о роли духовной культуры в научном управлении социалистическим обществом (в трудах послеоктябрьского периода)».
В 1976—1987 годах был проректором по научной работе, а в 1988—1992 — ректором БГУКИ.
Заренок занимался исследованиями в области духовной культуры, культуры управления, социального управления.
Похоронен на Северном кладбище.

### Научные труды
- Духовная культура в социальном управлении / Н. Н. Заренок. — Минск, 1984.
- Культура управления : учебное пособие для высших учебных заведений по специальности 05.25.00 «Культурно-просветительная работа и организация самодеятельного творчества» / Н. Н. Заренок. — Минск, 1990.
- Человек и общество : учеб.-метод. пособие по полит. социологии / авткол.: Н. Н. Заренок, П. Г. Игнатович, А. Г. Клецков и др. ; Мин. ин-т культуры; [под общ. ред. Н. Н. Заренка, П. Г. Игнатовича]. — Минск, 1991.